# Diabelskie skrzypce

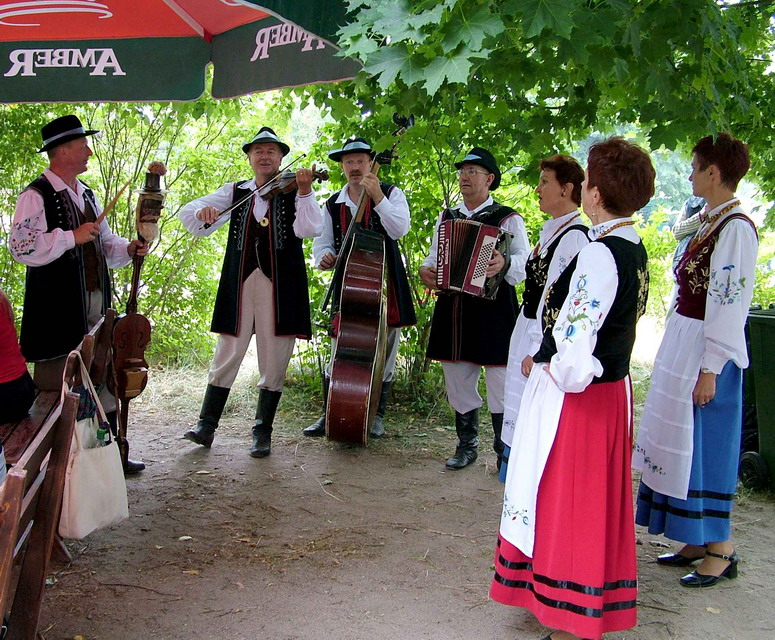
Pierwszy instrument z lewej to diabelskie skrzypce

Diabelskie skrzypce – ludowy instrument muzyczny wyglądem przypominający miotłę.

## Budowa instrumentu

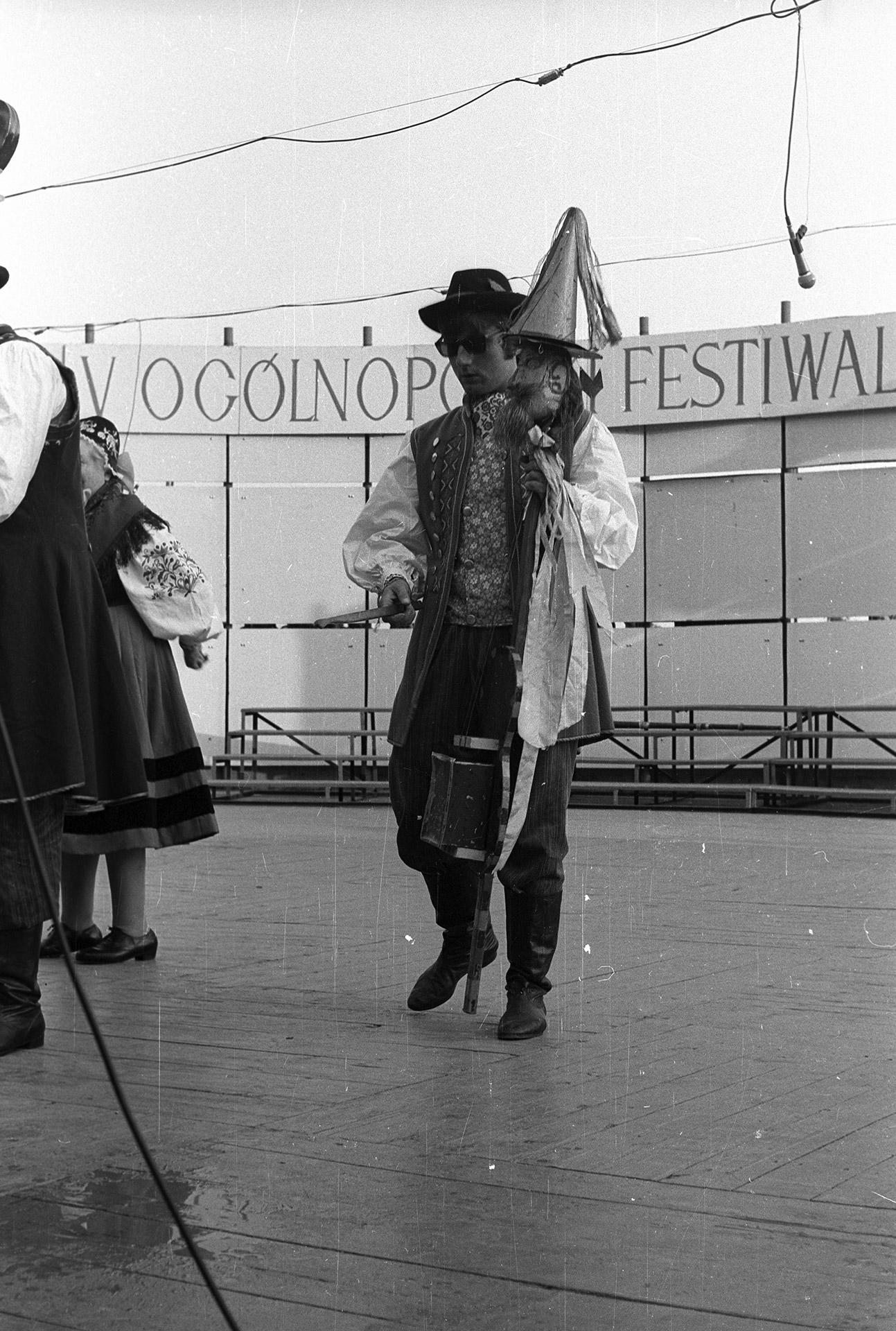
Diabelskie skrzypce.

Na szczycie długiego kija osadzona jest maska gbura, diabła, o wiechowatych włosach wyłażących spod kapelusza, którego rondo przyozdabiają dzwoniące przy każdym ruchu blaszki.
Poniżej połowy kija jest umieszczona deska mającą kształt skrzypiec. Ze szczytem instrumentu łączą ją jedna,
dwie lub trzy struny z drutu, które pociągane brzęczą. Do deski przymocowane jest blaszane pudełko wypełnione twardymi przedmiotami, które grzechoczą przy potrząśnięciu.

## Technika gry i rola w muzyce
Diabelskie skrzypce służą głównie do wydawania rytmicznych odgłosów oraz basowania – akompaniowaniu innym instrumentom ludowym.
Dodatkowe dźwięki można wydobyć, uderzając dłonią lub patykiem w deskę lub pudełko.
Diabelskie skrzypce towarzyszą przeważnie kapelom zespołów ludowych.
Według niektórych badaczy, diabelskie skrzypce nie wchodziły przed 1939 rokiem w skład zespołów instrumentalnych – funkcjonowały jako instrument obrzędowy, używany przez grupy przebierańców w dzień zmarłych między 0.00 a 1.00 w nocy.

## Literatura
- Tadeusz Bolduan: Nowy Bedeker kaszubski- Gdańsk 1997
- Róża Ostrowska, Izabella Trojanowska: Bedeker Kaszubski- Gdańsk 1978